# Мартынов, Николай Николаевич (политик)
Николай Николаевич Мартынов (род. 21 апреля 1949 года, Смоленск) — российский политик, член Президиума Регионального политсовета «Единой России», заместитель председателя Смоленской областной Думы, консультант Общественного совета при УМВД РФ по Смоленской области, осуществляющий полномочия на профессиональной постоянной основе.

## Биография
Родился 21 апреля 1949 года в Смоленске.
Окончил Всесоюзный заочный финансово-экономический институт (ВЗФЭИ, ныне Финансовый университет при Правительстве Российской Федерации) по специальности «экономист».
Являлся депутатом Смоленской областной Думы третьего и четвёртого созывов (2002—2007, 2007—2013).
Был заместителем председателя Смоленской областной Думы IV созыва. Временно исполнял обязанности председателя Смоленской областной Думы IV созыва с 28 ноября 2012 года по 25 сентября 2013 года.
8 сентября 2013 года был избран депутатом Смоленской областной Думы пятого созыва по одномандатному избирательному округу № 7. Депутатские полномочия осуществлял с 26 сентября 2013 года.
Награждён медалью «За воинскую доблесть».
Смоленская газета «Рабочий Путь» считает, что Мартынова «можно назвать одним из патриархов регионального парламентаризма».